# Nikolsk (óblast de Vólogda)
Nikolsk (en ruso: Нико́льск) es una ciudad rusa, capital del raión homónimo en la óblast de Vólogda.
Se encuentra situada sobre el río Yug, uno de los ríos que forman el Dviná Septentrional. Está 440 km al este de la capital regional Vólogda. Está servida por el aeropuerto de Nikolsk.
En 2023, la ciudad tenía una población de 7607 habitantes.

## Demografía
| 1897 | 1939 | 1959 | 1970 | 1979 | 1989 | 2002 | 2008 |
| ---- | ---- | ---- | ---- | ---- | ---- | ---- | ---- |
| 2500 | 5100 | 5600 | 6500 | 7300 | 8574 | 8649 | 8487 |

## Historia
Nikolsk aparece por primera vez en el siglo XV, como un paso sobre el Yug llamado Nikolski pogost (más tarde Nikolskaya slobodá). Se desarrolló como uno de los centros de la ruta de comercio del Dviná con el la del río Vetluga y la del río Volga. En 1780 se le concede el estatus de ciudad.

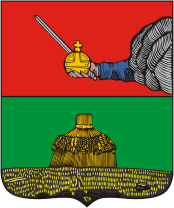
Escudo de armas de Nikolsk en 1781
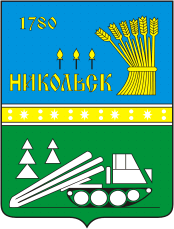
Escudo de armas de Nikolsk en 1970

## Economía
La región de Nikolsk cultiva la avena, el lino, las patatas y las plantas forrajeras; practican la ganadería vacuna (para la leche y la carne), de caballos y de carne de cerdo. La ciudad posee algunas empresas relacionadas con el sector de la madera y el del lino.